# Kanton Beaugency
Kanton Beaugency (francouzsky Canton de Beaugency) je francouzský kanton v departementu Loiret v regionu Centre-Val de Loire. Tvoří ho 13 obcí. Před reformou kantonů 2014 ho tvořilo 20 obcí.

## Obce kantonu
od roku 2015:
- Baccon
- Baule
- Beaugency
- Cléry-Saint-André
- Cravant
- Dry
- Jouy-le-Potier
- Lailly-en-Val
- Mareau-aux-Prés
- Messas
- Mézières-lez-Cléry
- Tavers
- Villorceau

před rokem 2015:
- Baule
- Beaugency
- Cravant
- Lailly-en-Val
- Messas
- Tavers
- Villorceau